# Somisha minica
Somisha minica är en insektsart som beskrevs av Medler 1991. Somisha minica ingår i släktet Somisha och familjen Flatidae. Inga underarter finns listade i Catalogue of Life.